# Amanheceu
"Amanheceu" é uma canção da cantora brasileira Lu Andrade. A faixa foi lançada como segundo single de sua carreira solo. Essa canção é uma homenagem ao seu falecido pai.

## Antecedentes
Seu segundo single, “Amanheceu”, é uma balada folk, indie pop que fala sobre a dor da saudade: “Hoje eu tomo o meu café, não te espero mais voltar. Guardei no coração.” Escrita em 2013 para seu pai, falecido em 2007, a música foi arranjada pelos integrantes de sua banda Fabio Russo (violão) e Fabrício Fruet (violoncelo), produzida por Renato Patriarca – vencedor do Grammy Latino pelo disco Sacos Plásticos, dos Titãs – e gravada ao vivo, como nos velhos tempos.

## Vídeo musical

### Lyric Video
Como não houve videoclipe oficial, foi disponibilizado um lyric video da canção, no canal oficial do YouTube. Nele, além da letra da música na íntegra, o lyric video de “Amanheceu”, produzido por Danilo Mori, mostra imagens da gravação que aconteceu no estúdio Midas em São Paulo, em 2014.

## Faixas e formatos
| Download digital |             |         |  |
| N.º              | Título      | Duração |  |
| 1.               | "Amanheceu" | 4:10    |  |

## Histórico de lançamento
| Região | Data               | Formato(s)       |
| ------ | ------------------ | ---------------- |
| Brasil | 05 de maio de 2014 | Download digital |